# Coast to Coast (EP)
Coast to Coast é o segundo EP lançado pelo cantor e compositor australiano Cody Simpson. Foi lançado em 20 de setembro de 2011. Simpson anunciou a data de lançamento no Twitter em 18 de julho de 2011. Sua primeira aparição foi na Billboard 200 na 12° posição com vendas acima de 25.000 cópias. Também estreou na 62 posição no Canadian Albums

## Faixas
| Edição padrão/Coast to Coast |                   |                                                       |         |  |
| N.º                          | Título            | Compositor(es)                                        | Duração |  |
| 1.                           | "Good as It Gets" | Nasri Atweh                                           | 3:47    |  |
| 2.                           | "Crazy but True"  |                                                       | 3:59    |  |
| 3.                           | "On My Mind"      | Julie Frost, Fraser T. Smith, Mike Caren, Nasri Atweh | 3:45    |  |
| 4.                           | "Not Just You"    | Nasri                                                 | 4:19    |  |
| 5.                           | "All Day"         | Cody Simpson, Krys Ivory, Edwin "Lil' Eddie" Serrano  | 3:07    |  |
| 6.                           | "Angel"           | Shawn Campbell                                        | 3:42    |  |
| Duração total:               | Duração total:    | Duração total:                                        | 19:33   |  |

## Tabelas musicais
| Tabelas (2011)                            | Melhor posição |
| ----------------------------------------- | -------------- |
| Austrália (Albums Charts)                 | 26             |
| Canadá (Canadian Albums Chart)            | 63             |
| Estados Unidos (Billboard 200)            | 12             |
| Estados Unidos (Billboard Digital Albums) | 17             |
| Japão (Japan Albums Chart)                | 27             |